# 聖心教堂 (克塞格)

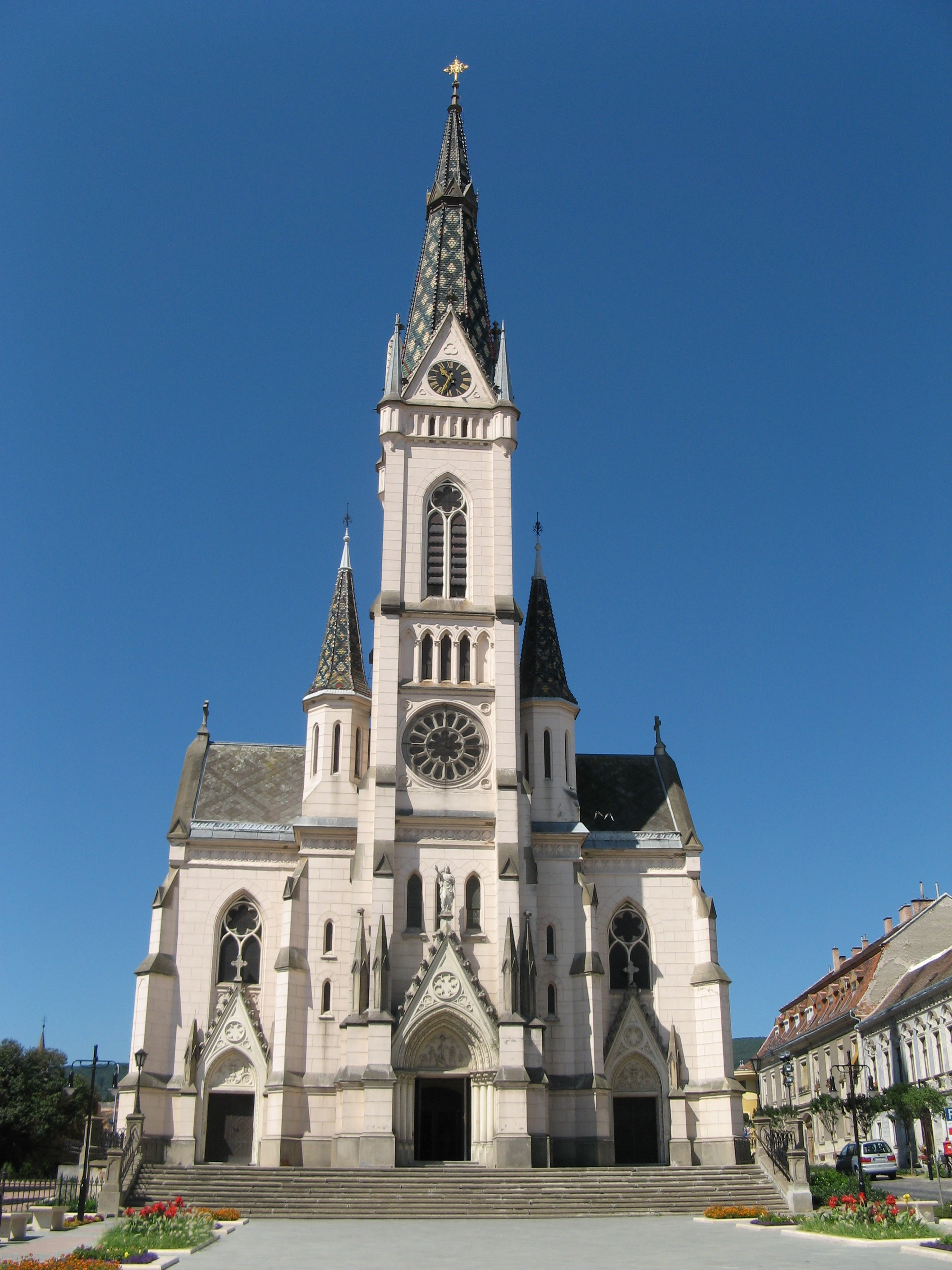

47°23′16″N 16°32′26″E / 47.38778°N 16.54056°E
聖心教堂（匈牙利語：Jézus Szíve templom）是位於匈牙利城市克塞格的一座教堂。聖心教堂是一座典型的哥特復興式建築。